# Peru Township, LaSalle County, Illinois
Peru Township está localizado em LaSalle County ( Illinois) . Até o censo de 2010, sua população era de 10.732 habitantes e continha 4.971 unidades habitacionais.  O município de Peru foi originalmente chamado de município de Salisbury, mas foi alterado em 27 de setembro de 1856. 

## Geografia
De acordo com o censo de 2010, o município possui uma área total de 17,98 milha quadradas (46,6 km2)    , dos quais 17,48 milha quadradas (45,3 km2)     (ou 97,22%) é terrestre e 0,51 milha quadradas (1,3 km2)     (ou 2.84%) é água. 